# José Miguel Gómez
José Miguel Gómez y Gómez (Sancti Spíritus, 6 de julho de 1858 – Nova York, 13 de junho de 1921) foi um militar que participou na guerra de independência de Cuba e posteriormente tornou-se presidente do país, governando entre 1909 e 1913.